# Spermacoce natalensis
Spermacoce natalensis är en måreväxtart som beskrevs av Ferdinand von Hochstetter. Spermacoce natalensis ingår i släktet Spermacoce och familjen måreväxter. Inga underarter finns listade i Catalogue of Life.